# 부러진 화살 (1950년 영화)
《부러진 화살》(Broken Arrow)은 미국에서 제작된 델머 데이브즈 감독의 1950년 서부, 드라마 영화이다. 제임스 스튜어트 등이 주연으로 출연하였고 줄리앙 블로스타인 등이 제작에 참여하였다.

## 출연

### 주연
- 제임스 스튜어트
- 제프 캔들러

### 조연
- 데브라 파겟
- 배질 루이스댈
- 윌 기어
- 조이스 맥켄지
- 아서 허니커트
- 로버트 애들러

## 기타
- 원작자: 엘리어트 아놀드
- 의상: 린 허버트